# Bodenburgsche Windmühle

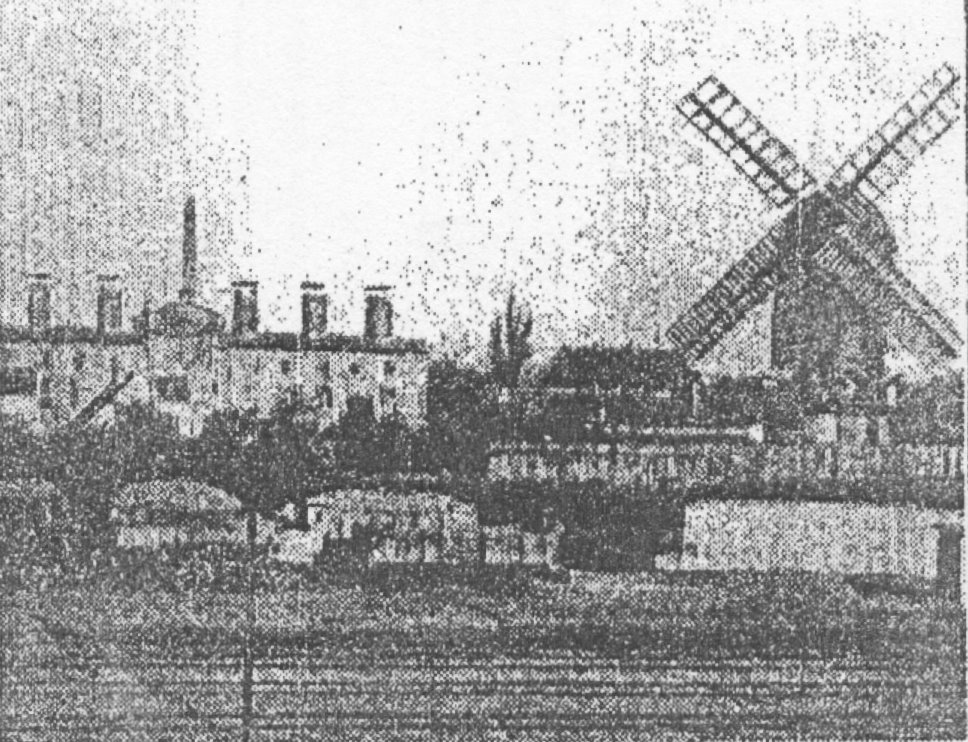
Bodenburgsche Windmühle, im Vordergrund die Bahnstrecke Magdeburg-Leipzig. Bei dem mit Schornsteinen versehenen Gebäude links dürfte es sich um ein Fabrikgebäude der Glashütte A. Grafe Nachfolger handeln.

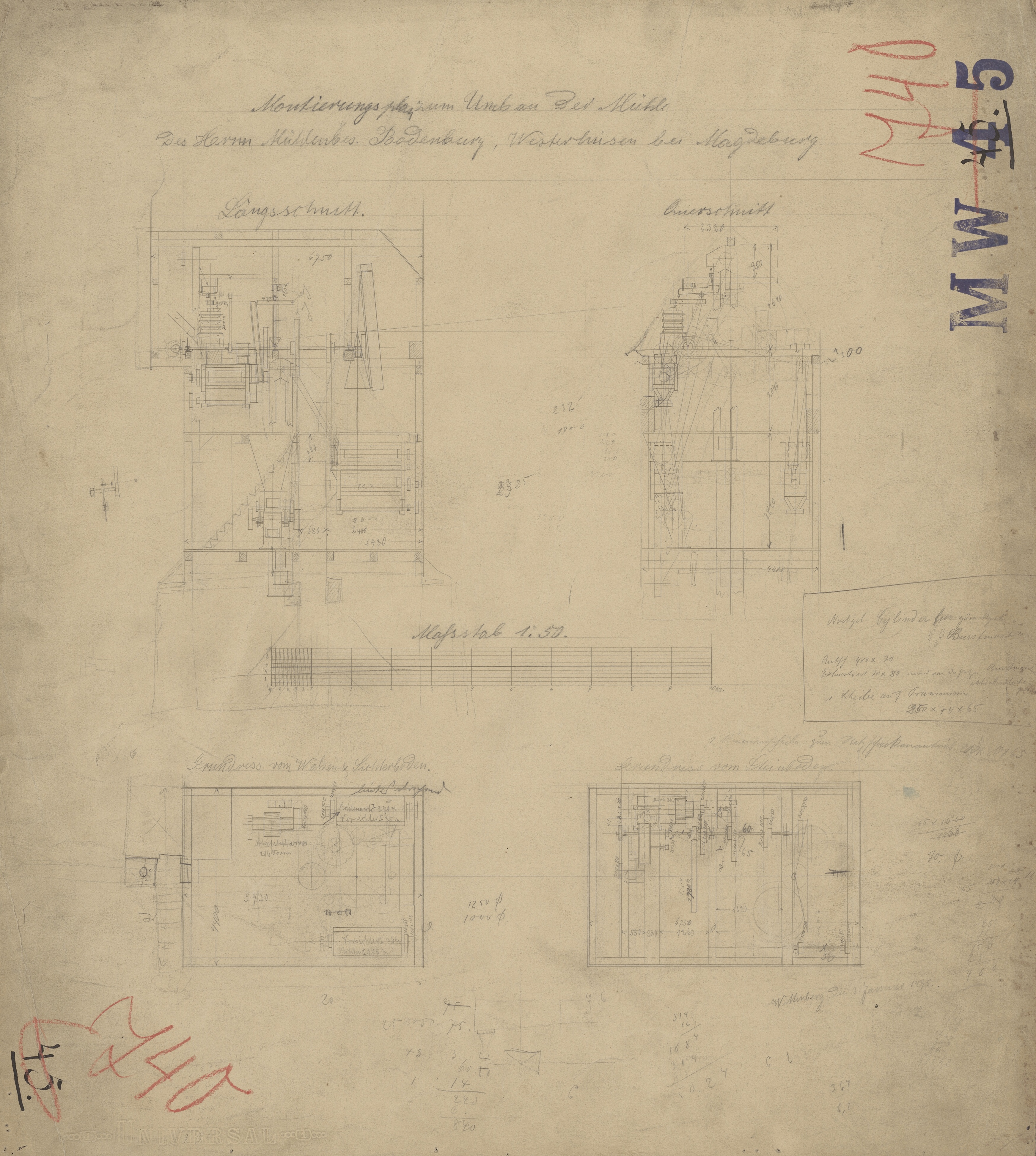
Montierungsplan für einen Umbau der Mühle von 1895

Die Bodenburgsche Windmühle war eine Windmühle im heute zur Stadt Magdeburg gehörenden Westerhüsen.

## Geschichte
1833/34 erbaute der aus Randau stammende Müller Johann Schulze in Westerhüsen auf einem Ackerstück von 1/2 Morgen mit der Flurbezeichnung Buttersack die Windmühle. Sie gehörte zum Grundstück Alt Westerhüsen 8 und lag westlich hinter dem 1835 gebauten Haus. Von der Hauptstraße führte südlich am Grundstück entlang ein Fahrweg zur Mühle. Schulze war seit dem 8. August 1819 mit Sophie Dorothee Böckelmann, der Tochter des Halbspänners und Dreilingers Michael Böckelmann, Kieler Straße 3, verheiratet.
Im Jahr 1838 wurde unmittelbar hinter der Mühle die Bahnstrecke Magdeburg–Leipzig angelegt. Friedrich Schulze (* 13. Juni 1828), Sohn des am 1. Juli 1861 im Alter von 71 Jahren verstorbenen Erbauers, übernahm die Mühle 1860. Er blieb selbst kinderlos. Der begeisterte Jäger verkaufte die Windmühle dann 1869 an den Tornitzer Müllermeister Andreas Bodenburg (* 20. Mai 1845). Bodenburg nahm als Husar am Deutschen Krieg 1866 teil. Am 24. Januar 1869 heiratete er in seiner Garnisonsstadt Aschersleben Auguste Männicke. Aus der Ehe gingen fünf Kinder hervor. Bald musste er wieder in den Krieg, diesmal in den Deutsch-Französischen-Krieg 1870/71. Während seines Kriegsdienstes brannte am 21. Januar 1871 die Mühle nieder. Das Feuer war durch den Funkenflug einer vorbeifahrenden Lokomotive verursacht worden. Erst nach einem längeren Prozess war die Bahngesellschaft bereit eine Entschädigung zu zahlen. Der Müller war durch das Unglück schwer betroffen, seine Frau in ihrer Gesundheit beeinträchtigt. Das Landratsamt Wanzleben erteilte zwar bereits am 4. Juli 1871 die Genehmigung zum Wiederaufbau, die Wiedererrichtung zog sich jedoch hin. Erst 1876 setzte der Müller vier Steinpfeiler, auf denen die Mühle stehen sollte. Es erfolgte dann jedoch am 19. September 1876 ein Protest eines Baumeisters der Eisenbahngesellschaft, dem sich die Regierung anschloss. Der bereits erteilte Baukonsens des Landrats sei ungültig, da die Zuständigkeit bei der Landesverwaltung liege. Es wurde ein Baustopp verhängt und für den Fall der Zuwiderhandlung eine Geldstrafe von täglich 30 Mark angedroht. Bodenburg baute trotzdem weiter und stellte am 4. Januar 1877 die Windmühle fertig. Er schrieb später an den Landrat: „Ich erinnere Ew. Hochwohlgeboren an die Mühle zu Sanssouci, doch bin ich zu allem Guten bereit. Am 21. d.M. sind 7 Jahre, daß mir mein Brot genommen wurde, ich glaube es ist des Kummers genug – Hunger tut weh! Mein Recht oder tot“.
Es erfolgte tatsächlich am 23. Juli 1877 eine neue Baugenehmigung, die jedoch die Auflage enthielt, die Pfeiler um drei Meter zu erhöhen, zwischen den Pfeilern unterhalb der Mühle Mauern zu setzen und alle Außenflächen mit Dachpappe zu versehen. Die Arbeiten hätten einen Kostenaufwand von 1400 Mark erfordert. Bodenburg beantragte daraufhin bei der Bahn eine Beihilfe, dies wurde jedoch abgelehnt. Auch seitens der Regierung wurde ein Antrag auf Gewährung eines Zuschusses zurückgewiesen. Statt der Dachpappe wurde jedoch auch ein Asphaltanstrich als ausreichend erachtet. Letztlich erfolgte am 30. Oktober 1878 die Genehmigung der bereits errichteten Mühle. Die Mühle ragte hoch über die Böschung der Bahn auf.
Wirtschaftlich hatte die Mühle jedoch Probleme, da ihr die Konkurrenz der anderen größeren Mühlen der Nachbarschaft zu schaffen machte. 1886 baute der Müller eine eigene Bäckerei, was die wirtschaftliche Situation verbesserte. Allerdings erwies sich auch die im Zuge der Industrialisierung des Gebiets zwischen Salbke und Westerhüsen heranrückende Bebauung als schwierig, da damit die Windausbeute geschmälert wurde. So entstand westlich der Mühle 1892 die Fischersche Villa und 1899 die Schraubenfabrik. Südlich wurden 1872 und 1902 die Gebäude des Glasmacherhofes gebaut. Letzteres, das noch heute bestehende Gebäude Alt Westerhüsen 12, stand mit seinem Nordgiebel nur 14 Meter von der Mühle entfernt. Auf einen vorgesehenen Umbau im Jahr 1895 verweist ein überlieferter Montierungsplan. 1903 erfolgte noch ein weiterer Umbau der Windmühle. Sie erhielt einen neuen Walzenstuhl, eine Reinigungsmaschine und zwei Sichter. Im Jahr 1906 übernahm Bodenburgs Sohn Richard Bodenburg die Mühle. Vater Andreas Bodenburg verzog nach Fermersleben, wo sein ältester Sohn Ernst eine Bäckerei betrieb. Andreas Bodenburg verstarb dort am 29. September 1910. Richard verkaufte die Mühle jedoch bereits 1907 an die Handelsgesellschaft W. Gerloff. Die Gesellschaft ließ die Mühle abreißen, die Inneneinrichtung wurde an eine Firma in Magdeburg-Neustadt verkauft, der Mühlenberg abgetragen. Der Plan dort einen großen Strohschuppen mit einem Rauminhalt von 1520 m3 sowie Gleisanschluss zu bauen, wurde jedoch wegen zu großer räumlicher Nähe zur Bahn nicht genehmigt. Richard Bodenburg wohnte zunächst noch weiter im Wohnhaus zur Miete und betrieb die Bäckerei weiter. Später zog er in die Neustädter Straße in der Magdeburger Altstadt, wo er am 21. November 1929 verstarb.